# Bradysia subbrunnipes
Bradysia subbrunnipes är en tvåvingeart som beskrevs av Heller 1991. Bradysia subbrunnipes ingår i släktet Bradysia och familjen sorgmyggor.
Artens utbredningsområde är Tyskland. Inga underarter finns listade i Catalogue of Life.